# Спецпідрозділ «Стугна»
Спецпідрозділ «‎Стугна» — підрозділ спеціального призначення у складі спецпідрозділу «Тимура» ГУР МО. Створений 16 березня 2022 року з добровольців.

## Створення
Підрозділ названий на честь річки Стугни, що протікає в Обухівському районі.

## Успішні операції
Бійці підрозділу «Стугна» розпочали свій бойовий шлях в боях за Гостомель. Разом з іншими підрозділами ГУР, ССО та ЗСУ вдалось провести успішну засідку на ворожу колону десантників РФ біля склозаводу в Гостомелі. 
В травні 2022 рокі підрозділ вів бої на північ від Харкова в н.п. Дементіївка, Великі Проходи, Питомник.
У жовтні 2022 року бійці закарпатського добровольчого розвідувального батальйону «Сонечко» та батальйону «Стугна» збили з ракетного комплексу «Stinger» російський військовий літак.
У березні 2023 року бійці підрозділу «Стугна» за допомогою дрона-камікадзе Falcon Avanger знищили російський комплекс візуального спостереження «Муром-М» на дамбі Каховської ГЕС на Херсонщині.

### Бої поблизу Хромового
У квітні 2023 року батальйон брав участь у боях біля селища Хромове, на північ від Бахмута. Вони утримували один зі шляхів, яким користувалися українські війська.
Висадка на лівому березі Дніпра
В січні 2023 підрозділ «Стугна» разом з іншими підрозділами ГУР висадились на лівому березі Дніпра поблизу Нової Каховки. В результаті операції вдалось знищити ротний командний пункт і ліквідувати кілька десятків окупантів.

### Бої у Вовчанську
24 вересня 2024 року спецпідрозділ «Стугна» разом з іншими спеціальними групами ГУР: «Парагон» «Юнгер», БДК, РДК, «Терор» провели успішну операцію по визволенню Вовчанського агрегатного заводу у місті Вовчанськ.

## Командування
- Дмитро Лінько[18][19].

## Втрати
- Михайло Матвіїв (Швидкий) — загинув 18 серпня 2022 року під час бою в окупованому селі Максимівка Миколаївської області[20][21][22].
- Артем Медвєдєв (Гесс) — загинув 21 серпня 2022 року у боях на Донеччині[22][23][24].
- Микита Красновід (Оптиміст) — загинув у боях на півдні України[22][25].
- Роберт Діган ( Ірландія) — загинув 19 вересня 2024, під час боїв за Вовчанський агрегатний завод[26].
- Петро Мурза (Мур) - загинув 9 листопада 2024 року в боях на Купʼянському напрямку Харківщини.